# 龙艳
龙艳（1973年9月22日—），中国女子花样游泳运动员。她曾参加了1996年亚特兰大奥林匹克运动会花样游泳团体比赛，最终获得第七名。